# Minja Korhonen
Minja Korhonen (19 maggio 2007) è una combinatista nordica e saltatrice con gli sci finlandese.

## Biografia
Attiva nella combinata nordica dall'agosto del 2021, la Korhonen ha esordito in Coppa del Mondo il 2 dicembre 2022 a Lillehammer in un'individuale Gundersen (22ª) e ai Campionati mondiali a Planica 2023, dove si è classificata 23ª nel trampolino normale e 6ª nella gara a squadre mista; il 15 dicembre dello stesso anno ha conquistato a Ramsau am Dachstein il primo podio in Coppa del Mondo e ai successivi Mondiali juniores di Planica 2024 ha vinto la medaglia d'oro nel trampolino normale. Ai Mondiali juniores di Schilpario/Lake Placid 2025 ha vinto la medaglia d'oro nella gara a squadre e ai Mondiali di Trondheim 2025 si è piazzata 19ª nel trampolino normale, 12ª nella partenza in linea e 5ª nella gara a squadre mista di combinata nordica e 9ª nella gara a squadre di salto con gli sci.

## Palmarès

### Combinata nordica

#### Mondiali juniores
- 2 medaglie:
  - 2 ori (trampolino normale a Planica 2024; gara a squadre a Schilpario/Lake Placid 2025)

#### Giochi olimpici giovanili
- 1 medaglia:
  - 1 oro (gara a squadre miste a Gangwon 2024)

#### Coppa del Mondo
- Miglior piazzamento in classifica generale: 15ª nel 2024
- 2 podi (individuali):
  - 2 terzi posti